# Hot in Cleveland
Hot in Cleveland (Póquer de Reinas en España) es una serie estadounidense de TV Land protagonizada por Valerie Bertinelli, Jane Leeves, Wendie Malick y Betty White. La serie es la primera serie de TV Land con guion original, se estrenó el 16 de junio de 2010, y fue la calificación más alta durante la transmisión de TV Land en 14 años de historia de la red de cable. La primera temporada tuvo 9 episodios. El 7 de julio de 2010, TV Land, anunció que el show había sido renovado con una segunda temporada, que comenzó su producción en 20 episodios el 1 de noviembre de 2010, y se estrenó 19 de enero de 2011. El 28 de febrero de 2011, TV Land renueva la serie para una tercera temporada que constará de 22 episodios.
El 14 de mayo de 2014 la serie fue renovada para una sexta temporada, y después fue confirmado en noviembre que sería la última temporada.
El show fue creado por Suzanne Martin (Frasier, Ellen) y producido por Martin, Sean Hayes y Todd Milliner, a través de su producción de sus compañías SamJen Productions ay Hazy Mills Productions, y es producido en asociación con TV Land. El concepto detrás del show se basa en una idea original de Lynda Obst, quien se desempeña como productor ejecutivo. La serie se graba delante de un público en vivo en CBS Studio Center en Los Ángeles con una cámara multiformato.

## Argumento
La serie se centra en la vida de tres mujeres que están en los inicios de sus 50, Melanie (Valerie Bertinelli), una mujer recién divorciada y escritora, cuya última creación es un libro sobre las cosas que una mujer debe hacer antes de morir; Joy (Jane Leeves), que trabaja como consultora de belleza aconsejando a celebridades sobre cómo deben lucir mejor sus cejas; y Victoria (Wendie Malick), una actriz que la mayor parte de su carrera ha estelarizado telenovelas y que mantiene una rivalidad con Susan Lucci.
Deciden hacer un viaje a París con motivo de hacer más fácil a Melanie la situación de su divorcio, pero sin llegar a su objetivo, tienen que hacer un aterrizaje de emergencia en Cleveland. Al darse cuenta de que han esquivado la muerte, entran a un bar y notan que ahí los hombres las consideran muy atractivas (para mujeres de su edad, según ellas), lo cual les da la idea de la Tierra Prometida, un lugar sin preocupaciones, donde los hombres parecen hombres, las mujeres comen sin miedo a las calorías y obviamente donde ellas son de lo más "HOT".
Deciden alargar su estadía en Cleveland alquilando una casa a muy buen precio, pero esta tiene una condición: esta casa ya tiene una inquilina que deberá permanecer ahí, de nombre Elka (Betty White). Elka es una mujer de más de 80 años (su edad no es revelada con exactitud a lo largo de la serie) que es sarcástica y con un sentido del humor muy ácido que al principio tiene roces con las nuevas habitantes, especialmente con Joy.

## Elenco

### Principales
- Valerie Bertinelli como Melanie Hope Moretti.
- Jane Leeves como Rejoyla "Joy" Scroggs.
- Wendie Malick como Victoria Chase.
- Betty White como Elka Ostrovsky.

### Recurrentes
| Wayne Knight         | Rick              | Recurrente | Recurrente |            |            |            |            |            |            |            |            |
| Carl Reiner          | Max               | Recurrente | Recurrente | Recurrente |            | Recurrente |            |            |            |            |            |
| Susan Lucci          | Susan Lucci       | Recurrente | Recurrente | Recurrente |            | Recurrente | Recurrente |            |            |            |            |
| Huey Lewis           | Johnny Revere     | Recurrente | Recurrente | Recurrente |            |            | Recurrente | Recurrente | Recurrente | Recurrente | Recurrente |
| Joe Jonas            | Will              | Recurrente | Recurrente | Recurrente |            |            |            |            |            |            |            |
| Juliet Mills         | Philippa          | Recurrente |            |            | Recurrente | Recurrente | Invitado   |            |            |            |            |
| Michael McMillian    | Owen              |            | Recurrente | Recurrente | Recurrente | Recurrente | Recurrente |            |            |            |            |
| Jennifer Love Hewitt | Emmy Chase        |            | Recurrente | Recurrente |            | Recurrente |            |            |            |            |            |
| John Mahoney         | Roy               |            | Recurrente | Recurrente |            | Recurrente |            |            |            |            |            |
| Buck Henry           | Fred              |            | Recurrente | Recurrente |            |            |            |            |            |            |            |
| James Patrick Stuart | Colin Cooper      |            | Recurrente | Recurrente |            |            |            |            |            |            |            |
| Jon Lovitz           | Artie Firestone   |            | Recurrente | Recurrente |            |            |            |            |            |            |            |
| Georgia Engel        | Mamie-Sue Johnson |            |            | Recurrente | Recurrente | Recurrente | Recurrente |            |            |            |            |
| Dave Foley           | Det. Bob Moore    | Invitado   |            |            | Recurrente | Recurrente | Recurrente |            |            |            |            |
| Craig Ferguson       | Simon             |            |            |            | Recurrente | Recurrente | Recurrente |            |            |            |            |
| Jay Harrington       | Alec              |            |            |            | Recurrente | Recurrente |            |            |            |            |            |
| Heather Locklear     | Chloe             |            |            |            | Recurrente |            |            |            |            |            |            |
| Alan Dale            | Emmett Lawson     |            |            |            | Recurrente |            |            |            |            |            |            |
| Eddie Cibrian        | Sean              |            |            |            | Recurrente |            |            |            |            |            |            |
| Tim Daly             | Mitch Turner      |            |            |            |            | Recurrente |            |            |            |            |            |
| Bill Bellamy         | Councilman Powell |            |            |            |            | Recurrente |            |            |            |            |            |

## Temporadas
| Temporada | Temporada | Episodios | Emisión original        | Emisión original         |
| Temporada | Temporada | Episodios | Inicio                  | Final                    |
| --------- | --------- | --------- | ----------------------- | ------------------------ |
|           | 1         | 10        | 16 de junio de 2010     | 18 de agosto de 2010     |
|           | 2         | 22        | 19 de enero de 2011     | 31 de agosto de 2011     |
|           | 3         | 24        | 30 de noviembre de 2011 | 6 de junio de 2012       |
|           | 4         | 24        | 28 de noviembre de 2012 | 04 de septiembre de 2013 |
|           | 5         | 24        | 26 de marzo de 2014     | 10 de septiembre de 2014 |
|           | 6         | 24        | 05 de noviembre de 2014 | 06 de junio de 2015      |

## Premios y nominaciones
| Premios                    | Año  | Categoría                                                                     | Nominación | Resultado |
| -------------------------- | ---- | ----------------------------------------------------------------------------- | --- | --------- |
| The Comedy Awards          | 2011 | Mejor actriz en una serie de comedia                                          | Betty White | Nominada  |
| Emmy Awards                | 2011 | Outstanding Supporting Actress in a Comedy Series                             | Betty White | Nominada  |
| Emmy Awards                | 2011 | Outstanding Art Direction for a Multi-Camera Series                           | Michael Andrew Hynes y Maralee Zediker (por "Sisterhood of the Traveling SPANX©", "I Love Lucci: Part Two", y "LeBron is Le Gone") | Ganador   |
| Gracie Allen Awards        | 2011 | Mejor actriz en una serie de comedia                                          | Betty White | Ganador   |
| Screen Actors Guild Awards | 2011 | Outstanding Performance by a Female Actor in a Comedy Series                  | Betty White | Ganador   |
| Screen Actors Guild Awards | 2011 | Outstanding Performance by an Ensemble in a Comedy Series                     | Valerie Bertinelli, Jane Leeves, Wendie Malick y Betty White                                                                       | Nominada  |
| People's Choice Awards     | 2012 | Serie de televisión de cable de comedia favorita                              | Hot in Cleveland | Ganador   |
| Screen Actors Guild Awards | 2012 | Outstanding Performance by a Female Actor in a Comedy Series                  | Betty White | Ganador   |
| GLAAD Media Awards         | 2012 | Outstanding Individual Episode (in a series without a regular LGBT character) | Episodio "Beards" | Ganador   |
| People's Choice Awards     | 2013 | Serie de televisión de cable favorita                                         | Hot in Cleveland | Nominada  |
| People's Choice Awards     | 2014 | Serie de televisión de cable favorita                                         | Hot in Cleveland | Nominada  |

## Índice de audiencia
| Temporada | Día de emisión (ET/PT) | # Ep. | Fecha de emisión        | Audiencia comienzo (en millones) | 18-49 índice de audiencia | Última emisión           | Audiencia final (en millones) | 18-49 índice de audiencia | Año         | Audiencia (en millones) | Audiencia (en millones) |
| --------- | ---------------------- | ----- | ----------------------- | -------------------------------- | ------------------------- | ------------------------ | ----------------------------- | ------------------------- | ----------- | ----------------------- | ----------------------- |
| 1         | Miércoles 10:00 p. m.  | 10    | 16 de junio de 2010     | 4.75                             | 1.5                       | 18 de agosto de 2010     | 3.40                          | 0.9                       | 2010        | 4.2                     | 2.8                     |
| 2         | Miércoles 10:00 p. m.  | 22    | 19 de junio de 2011     | 2.95                             | 0.7                       | 31 de agosto de 2011     | 2.44                          | 0.5                       | 2011        | 2.08                    | 2.8                     |
| 3         | Miércoles 10:00 p. m.  | 24    | 30 de noviembre de 2011 | 1.94                             | 0.4                       | 6 de junio de 2012       | 1.95                          | 0.5                       | 2011 –2012  | 1.52                    | 2.8                     |
| 4         | Miércoles 10:00 p. m.  | 24    | 28 de noviembre de 2012 | 1.70                             | 0.4                       | 4 de septiembre de 2013  | 1.90                          | 0.5                       | 2012 – 2013 | 1.34                    | 2.8                     |
| 5         | Miércoles 10:00 p. m.  | 24    | 26 de marzo de 2014     | 1.35                             | 0.3                       | 10 de septiembre de 2014 | 0.91                          | 0.2                       | 2014        | —                       | —                       |
| 6         | Miércoles 10:00 p. m.  | 24    | 5 de noviembre de 2014  | 0.66                             | 0.2                       | 3 de junio de 2015       | 1.02                          | 0.2                       | 2014 – 2015 | —                       | —                       |